# Джордже Константинеску
Джордже «Гогу» Константинеску (іноді Константинеско; рум. George (Gogu) Constantinescu; 4 жовтня 1881, Крайова — 11 грудня 1965, Озерний край) — румунський вчений, інженер і винахідник; йому належать понад 130 офіційно зареєстрованих винаходів. Він є творцем одного з розділів механіки суцільних середовищ — «теорії звукових хвиль» (англ. theory of sonics), в рамках якої йому вдалося описати передавання механічної енергії за допомогою вібрацій. Почесний член Румунської академії.

## Біографія
Джордже Константинеску народився в Крайові в «Будинку доктора», недалеко від садів Міхая Брава. В дитинстві на нього вплинув його батько — теж Джордж (нар. 1844), який був професором математики і технічних наук і спеціалізувався на математиці в університеті Сорбонна. Константинеску-молодший переїхав у Сполучене Королівство в 1912 році. Він помер у Оксен-Гаусі, поруч з Коністон-Вотер в ніч з 11 на 12 грудня 1965 року; був похований на кладовищі Ловика в Камбрії.

## Винаходи

### Синхронізація авіаційних гармат
Гідравлічна кулеметна синхронізація швидкості обертання і вогню, створена Джорджем Константинеску, дозволила авіаційним гарматам стріляти «крізь» обертові лопаті гвинта літака. Авіаційний синхронізатор Константинеску був вперше використаний у березні 1917 року в оперативній ескадрильї Королівських ВПС Великої Британії R.F.C № 55 на літаках типу D.H.4s. Незабаром він став частиною стандартного устаткування, замінюючи різні механізми, що використовувалися для цих цілей раніше. Синхронізатор продовжував використовуватися Королівськими військово-повітряними силами до Другої світової війни — Gloster Gladiator був останнім британським винищувачем, оснащеним подібною системою.

### Звукові хвилі
У 1918 році Константинеску опублікував книгу «Трактат про передачу енергії за допомогою вібрацій», в якій описав свою теорію звукових хвиль. Теорія виявилася застосовна до різних систем передавання енергії, але сьогодні в основному застосовується до гідравлічних систем. В основі теорії лежав хвильовий механізм — це відрізняло її від гідростатики, яка ґрунтувалася на тиску рідини. Зокрема, Константинеску стверджував, що, всупереч поширеному припущенню — рідини стисливі.
Передавання енергії за допомогою хвиль у рідині (наприклад, у воді або маслі) вимагала, щоб генератор виробляв хвилі, а двигун — використовував їх для виконання роботи: переводив енергію хвиль в обертальний або поступальний рух.

### Двигуни внутрішнього згоряння
Константинеску зареєстрував кілька патентів на удосконалення карбюраторів, що використовувалися у двигунах внутрішнього згоряння: наприклад, патент US 1206512. Він також розробив гідравлічну систему (британський патент GB 133719) для роботи як клапанів, так і паливних форсунок дизельних двигунів.

### Перетворювач крутного моменту
Константинеску винайшов механічний перетворювач крутного моменту, що приводиться в дію маятником: перетворювач знайшов своє застосування у франко-британському автомобілі марки «Константинеско». Винахід також було випробувано на залізничному транспорті: локомотив з бензиновим двигуном потужністю 250 к. с., що мав запатентований Константинеску гідротрансформатор, був представлений на виставці «Уемблі» в 1924 році. Система не була прийнята на британських залізницях, але вона знайшла своє практичне втілення у деяких вагонах, використовуваних на румунських державних залізницях.

### Інші винаходи
Серед інших винаходів Джордже Константинеску є «моторизований залізничний вагон»: він працював на звичайних сталевих фланцевих колесах, але в якості приводу використовував трансмісію з гумовими шинами, притиснутими до рейок. Це схоже на систему, що використовується сьогодні на багатьох автомобільно-залізничних транспортних засобах. Крім того, Константинеску створив проект мечеті Кароля I у Констанці, який був завершений архітектором Віктором Стефанеску (Victor Ştefănescu).

## Вплив і пам'ять
Дослідження в галузі звукового асинхронного двигуна для транспортних засобів, в основі яких лежать роботи Константинеску, були виконані у Трансільванському університеті Брашова в 2010 році.
Технічний музей Димитрія Леоніда в Бухаресті володіє колекцією експонатів, що стосуються життя і винаходів Джордже Константинеску.

## Родина
Джордже Константинеску одружився з Олександрою (Сандрою) Кокореску в Річмонді (Лондон) вже після початку Першої світової війни, в грудні 1914 року. Пара переїхала в район Вемблі, а після народження сина Яна вони знову переїхали, на цей раз у Вейбридж. У 1920-х роках шлюб Джорджа і Сандри розпався — вони офіційно розлучилися. Після цього Константинеску одружився з Евою Літтон і нова сім'я переїхала в будинок Оксена, поруч з озером Коністон-Вотер. Від минулого шлюбу у Єви було двоє дітей: Річард і Майкл.